# Agathyrsos
Agathyrsos (altgriechisch Ἀγάθυρσος Agáthyrsos) ist eine Gestalt der griechischen Mythologie. Er war ein Sohn des Herakles und der skythischen Echidna.
Nachdem Herakles seine zehnte Arbeit im Dienst des Eurystheus erfüllt, also die Rinder des Geryon weggetrieben hatte, soll er auf dem weiteren Weg laut Herodot, der hier eine Sage der pontischen Griechen referiert, auch in ein waldiges Gebiet nördlich des Schwarzen Meeres gekommen sein. Während er schlief, wurden seine Pferde gestohlen. Er fand heraus, dass die in dieser Gegend herrschende Königin, deren unterer Körperteil schlangenförmig war, die Pferde an sich gebracht hatte. Diese wollte sie ihm nur unter der Bedingung zurückgeben, dass er mit ihr Kinder zeugte. Herakles willigte ein und hatte mit ihr die drei Söhne Agathyrsos, Gelonos und Skythes.
Nun erhielt Herakles seine Pferde zurück und gab der Schlangenfrau auf ihre Frage hin die Anweisung, ihre drei gemeinsamen Söhne, wenn sie erwachsen wären, seinen Bogen spannen und seinen Gürtel anlegen zu lassen; diejenigen, die diese Taten vollbrächten, solle sie im Land wohnen lassen, jene aber, die sich der Aufgabe nicht gewachsen zeigten, wegschicken. Als für die Söhne der Zeitpunkt ihrer Prüfung kam, vermochte nur der jüngste, Skythes, die vorgeschriebenen Taten zu vollbringen, durfte daher im Land bleiben und wurde König und eponymer Stammvater der Skythen. Agathyrsos und Gelonos mussten ihre Heimat verlassen, gaben aber ihre Namen anderen mächtigen Völkern, Agathyrsos jenem der Agathyrsoi, die im heutigen Banat und Siebenbürgen hausten.